# Distribució lambda de Tukey
La distribució lambda de Tukey és una distribució de probabilitat contínua i simètrica definida en termes de la seva funció quantil. Formalitzada inicialment per John Tukey, habitualment s'utilitza per identificar una distribució adequada i no s'utilitza directament en models estadístics.
La distribució lambda de Tukey té un únic paràmetre de forma, λ, i com passa amb altres distribucions de probabilitat, es pot transformar amb un paràmetre d'ubicació, μ, i un paràmetre d'escala, σ. Com que la forma general de la distribució de probabilitat es pot expressar en termes de la distribució estàndard, es donen les fórmules següents per a la forma estàndard de la funció.
Per a la forma estàndard de la distribució lambda de Tukey, la funció quantil, {\displaystyle ~Q(p)~,} (és a dir, la funció inversa a la funció de distribució acumulada) i la funció de densitat quantil ({\displaystyle ~q=\operatorname {d} Q/\operatorname {d} p~} són
{\displaystyle Q\left(p;\lambda \right)~=~{\begin{cases}{\frac {1}{\lambda }}\left[p^{\lambda }-(1-p)^{\lambda }\right]~,&{\mbox{si }}\lambda \neq 0~,\\\log({\frac {p}{1-p}})~,&{\mbox{si }}\lambda =0~.\end{cases}}}
{\displaystyle q\left(p;\lambda \right)~=~\operatorname {d} Q/\operatorname {d} p~=~p^{(\lambda -1)}+\left(1-p\right)^{(\lambda -1)}~.}
Per a la majoria dels valors del paràmetre de forma, λ, la funció de densitat de probabilitat (PDF) i la funció de distribució acumulada (CDF) s'han de calcular numèricament. La distribució lambda de Tukey té una forma simple i tancada per al CDF i/o PDF només per a uns quants valors excepcionals del paràmetre de forma, per exemple: λ ∈ {2, 1,12, 0} (vegeu la distribució uniforme [cas λ = 1] i la distribució logística [cas λ = 0]).
Tanmateix, per a qualsevol valor de λ tant el CDF com el PDF es poden tabular per a qualsevol nombre de probabilitats acumulades, p, utilitzant la funció quantil Q per calcular el valor x, per a cada probabilitat acumulada p, amb la densitat de probabilitat donada per1q, el recíproc de la funció de densitat quantil. Com és el cas habitual de les distribucions estadístiques, la distribució lambda de Tukey es pot utilitzar fàcilment buscant valors en una taula preparada.